# JINSA
Fondé en 1976, au lendemain de la guerre du Kippour, le JINSA, ou Jewish Institute for National Security Affairs (Institut juif pour les affaires de la sécurité nationale), est un groupe formé de militaires, de chercheurs, d'intellectuels et d'hommes politiques américains, principalement juifs, visant à soutenir la sécurité de l'État d'Israël. 
On trouve parmi ses membres et proches certaines personnalité comme l'ancien administrateur américain de l'Irak Jay Garner et des proches du président George W. Bush comme Richard Perle et Dick Cheney. Son siège se trouve à Washington.
Plus de 200 généraux et amiraux américains dont le Général Jay Garner, le Général David L. Grange, le Major Général Jarvis Lynch, le Major General Sydney Shachnow, l'Amiral Seighton "Snuffy" Smith, le Brigadier Général Thomas E. White ont participé à certains de ses programmes. 

## Actions
- Augmenter les moyens du gouvernement fédéral pour lutter contre le terrorisme islamiste
- Financer le voyage de responsables militaires américains en Israël
- Influencer la politique extérieure américaine pour un durcissement envers l'Iran et la Syrie,
- La création d'un bouclier antimissiles
- Soutenir la création de nouveaux systèmes d'armement
- Soutenir la coopération militaire entre Israël et les États-Unis ainsi que les autres petites démocraties comme Taïwan.

### Prises de positions
Lors  de la guerre entre l'Azerbaidjan et l'Armenie, le JINSA soutient l'Azerbaidjan afin d'affaiblir l'Iran.

## Ouvrages et articles publiés par le groupe
- Aaron Mannes, Profiles in Terror: A Guide to Middle East Terrorist Organizations, 2004.
- Articles sur l'extrémisme islamiste